# Retra
Retra či Riedegost bylo sakrální hradiště polabského kmene Ratarů poprvé zmiňované na počátku 11. století a zaniklé v polovině 12. století.
Zatímco ve zdroji z počátku 11. století je hradiště nazýváno Riedigost a místní hlavní bůh Svarožic, v pozdějších pramenech je nazýváno Retra a bůh Radegast. To vedlo k řadě hypotéz o vztahu těchto dvou božstev či jejich totožnosti.
Po válečných úspěších byla Retra zahrnována dary a pozdější zprávy uvádí, že dostávala i pravidelné daně. Po jejím vyvrácení tuto pozici převzala Svantovítova svatyně v rujánské Arkoně.

## Název
Starší název, Dětmarem z Merseburku na počátku 11. století uváděný jako Riedegost, má řadu variant, například Radegost, Radigast, Redigast, Riedigost nebo nejčastěji Radegast.
Adamem Brémským a Helmoldem z Bosau v druhé polovině 11. století, respektive v druhé polovině 12. století, je hradiště nazýváno Rethra/Retra. Libuše Hrabová toto jméno vykládá podle jména kmene jako Ratara.

## Prameny
Dětmar z Merseburku ve své Kronice z počátku 11. století uvádí:
| „ | V kraji Ratarů stojí hrad Riedegost. Je trojhranný, se třemi branami a obklopuje ho hluboký les, pro obyvatele posvátně nedotknutelný. Dvě brány se otevírají všem příchozím, třetí, nejmenší z nich, je obrácena k východu a vychází z ní stezka, která vede k nedalekému jezeru, budícímu na pohled děs. V hradu se nalézá jen jedna dřevěná svatyně, která stojí na základech vyrobených z rohů zvířat. Zvenku ji zdobí různé podobizny bohů a bohyň, podivuhodně vyřezané, jak se pozorovateli může zdát. Uvnitř ovšem stojí božstva vytvořená lidskou rukou, každé s vyrytým jménem pod, a pro odstrašení jsou oděna helmami a pancíři. Nejvyšší nese jméno Svarožic. | “ |

Adam Brémský ve svých Činech biskupů hamburského kostela psaných do roku 1066 píše:
| „ | Ve středu mezi nimi sídlí nejmocnější ze všech Rataři a jejich město, nejpohanštější Retra, je sídlem modloslužebnictví. Zde je vystavěn velký chrám démonům, jejichž knížetem je Radegast. Jeho modla je ze zlata, lůžko vyložené purpurem. Tato obec má devět bran a odevšad ji obklopuje hluboké jezero. Přechod umožňuje dřevěný most, po němž smějí přejít jen ti, kdo nesou obětní dary nebo žádají odpověď. To vše má znamenat, jak věřím, že ztracené duše těch, kdo slouží modlám, „devětkrát obteká a uzavírá Styx“.“ | “ |

Na jiném místě svém kroniky pak uvádí:
| „ | Stařičkého biskupa Jana s jinými křesťany zajali ve Veligardě, aby sloužil k triumfu. Pro vyznávání Krista ho tloukli holemi, pak ho vodili několika slovanskými městy k zábavě lidu, a když ho nemohli odvrátit od Kristova jména, uťali mu ruce a nohy a jeho tělo pohodili na náměstí. Pohané mu pak usekli hlavu, nabodli ji na kopí a na znamení vítězství obětovali svému bohu Radegastovi 10. listopadu.“ | “ |

Helmold z Bosau ve své Kronice Slovanů z druhé poloviny 12. století opakuje s menšími úpravami popis Retry Adama Brémského, stejně jako příběh o obětování biskupa Jana (s. 30). Zmiňuje také fakt, že Rataři společně s Dolenčany si nárokovali vládu nad lutickým kmenovým svazem právě proto, že ovládali Retru.
Ačkoliv je Radegast spojován s kmenem Ratarů z kmenového svazu Luticů, na jiném místě je Helmoldem označován za boha kmenového svazu Obodritů.

## Poloha
Podle díla Genealochronicon Megapolitanum Bernharda Latoma sepsaného již v roce 1610, ale vydaného tiskem až v roce 1745, Retra stávala na hradním návrší v meklenburské vesnici Prillwitz. Právě tato kniha pravděpodobně vedla k myšlence na vytvoření prillwitzských idolů, falzifikátů z 18. století.
Na počátku 20. století lokalizoval německý archeolog Carl Schuchardt Radegast na meklenburské hradiště Schlossberg u Feldbergu. Průzkum konaný v roce 1967 Joachimem Hermannem však prokázal, že hradiště sice skutečně bylo centrem kmene, ale zaniklo mnohem dříve, v 9. století.